# 가는꼬리두나트
가는꼬리두나트 또는 커먼두나트(Sminthopsis murina)는 주머니고양이목 주머니고양이과에 속하는 유대류의 일종이다. 오스트레일리아에서 발견되며, 평균 몸길이는 7~12cm, 꼬리 길이는 5.5~13cm이다. 몸무게는 수컷이 25~40.8g, 암컷이 16.5~25.4g 정도이다.

## 분포 및 서식지
가는꼬리두나트는 케이프요크반도부터 사우스오스트레일리아주 포트링컨 지역까지의 오스트레일리아 동부와 남부-동부 해안 그리고 내륙 지역에 분포한다. 2종의 아종이 알려져 있다. 아종 S. m. murina은 분포 지역 전역에서 발견되며, S. mu. tatei는 퀸즐랜드 주 타운스빌과 케언스 사이에서 발견된다. 해발 60~360m 사이에서 서식하며, 선호하는 서식지는 년평균 강수량이 년평균 30~85cm인 지역이다. 서식지는 말리 관목 지대 그리고 건조림과 삼림, 건조한 히스 황야 지대이며, 땅에 듬성듬성 간헐적으로 존재하고 관목으로 덮여 있지만, 빅토리아 주에서는 무성한 잎과 나무껍질 깔짚에서 퀸즐랜드 주에서는 우림 가장자리와 습지에서 서식한다.

## 번식 및 습성
가는꼬리두나트의 번식기는 뉴사우스웨일스주에서 9월과 이듬해 3월 사이에 시작되며, 암컷은 첫번째 새끼의 젖을 뗀 이후에 다시 번식을 한다. 암컷은 다음해에도 번식을 할 수 있지만, 수컷은 일반적으로 짝짓기 이후에 곧 죽는다. 임신 기간은 12.5일 정도이고, 60~65일 동안 젖을 먹이며, 보통 8~10마리의 새끼를 낳는다. 형편이 안 좋을 때는 영양분을 저장하고 휴면에 들어 갈 수도 하지만, 극단적 환경 요인이 지배되는 지역에서의 문서 기록에 불과하다. 야행성 동물이다.